# Segariu
Segariu (en sard, Segariu) és un municipi italià, dins de la província de Sardenya del Sud. L'any 2007 tenia 1.358 habitants. Es troba a la regió de Marmilla. Limita amb els municipis de Furtei, Guasila (CA) i Villamar.

## Administració
| Període | Identitat    | Partit        |
| ------- | ------------ | ------------- |
| 2005-   | Bruno Silenu | Llista cívica |